# Kyonan
Kyonan (鋸南町?) è una cittadina giapponese della prefettura di Chiba.